# Teorema di Hilbert-Schmidt
In matematica, il teorema di Hilbert–Schmidt, conosciuto anche come teorema di espansione di autofunzioni, è un teorema che caratterizza gli operatori compatti e autoaggiunti su uno spazio di Hilbert.
Si tratta di un risultato molto utile nello studio delle condizioni al contorno dell'operatore ellittico, che avviene nell'ambito delle equazioni differenziali alle derivate parziali.

## Il teorema
Sia {\displaystyle A} un operatore compatto e autoaggiunto definito su uno spazio di Hilbert {\displaystyle H}. Allora esiste una base ortonormale completa {\displaystyle \{\phi _{n}\}} di {\displaystyle H} tale che:
{\displaystyle A\phi _{n}=\lambda _{n}\phi _{n}\qquad \forall n=1,2,\dots }
ed inoltre:
{\displaystyle \lim _{n\to +\infty }\lambda _{n}=0}
In particolare, le funzioni {\displaystyle \{\phi _{n}\}} permettono di scrivere {\displaystyle A} nel seguente modo:
{\displaystyle Au=\sum _{n=1}^{N}\lambda _{n}\langle \phi _{n},u\rangle \phi _{n}\qquad \forall u\in H}